# Sepak takraw en los Juegos Asiáticos
El Sepak takraw en los Juegos Asiáticos apareció por primera vez en la edición de 1990 en Beijing, China, aunque fue hasta la edición de 1998 que se incluye la categoría femenil. Ha formado parte del programa deportivo de los Juegos Asiáticos desde entonces.
Tailandia es quien domina el medallero histórico de la disciplina y también ha sido el máximo ganador de medallas en la mayoría de ediciones en este deporte.

## Ediciones
| Edición | Año  | Ciudad Sede | País Sede     | Campeón   |
| ------- | ---- | ----------- | ------------- | --------- |
| XI      | 1990 | Beijing     | China         | Malasia   |
| XII     | 1994 | Hiroshima   | Japón         | Malasia   |
| XIII    | 1998 | Bangkok     | Tailandia     | Tailandia |
| XIV     | 2002 | Busan       | Corea del Sur | Tailandia |
| XV      | 2006 | Doha        | Catar         | Tailandia |
| XVI     | 2010 | Guangzhou   | China         | Tailandia |
| XVII    | 2014 | Incheon     | Corea del Sur | Tailandia |

## Medallero
| #     | País          | Oro | Plata | Bronce | Total |
| ----- | ------------- | --- | ----- | ------ | ----- |
| 1     | Tailandia     | 22  | 5     | 1      | 28    |
| 2     | Birmania      | 5   | 8     | 10     | 23    |
| 3     | Malasia       | 3   | 7     | 5      | 15    |
| 4     | Vietnam       | 2   | 4     | 7      | 13    |
| 5     | Corea del Sur | 1   | 5     | 6      | 12    |
| 6     | China         | 0   | 3     | 9      | 12    |
| 7     | Laos          | 0   | 1     | 0      | 1     |
| 8     | Indonesia     | 0   | 0     | 8      | 8     |
| 8     | Japón         | 0   | 0     | 8      | 8     |
| 10    | Singapur      | 0   | 0     | 6      | 6     |
| 11    | Brunéi        | 0   | 0     | 1      | 1     |
| Total | Total         | 33  | 33    | 61     | 127   |